# 鹿石文化

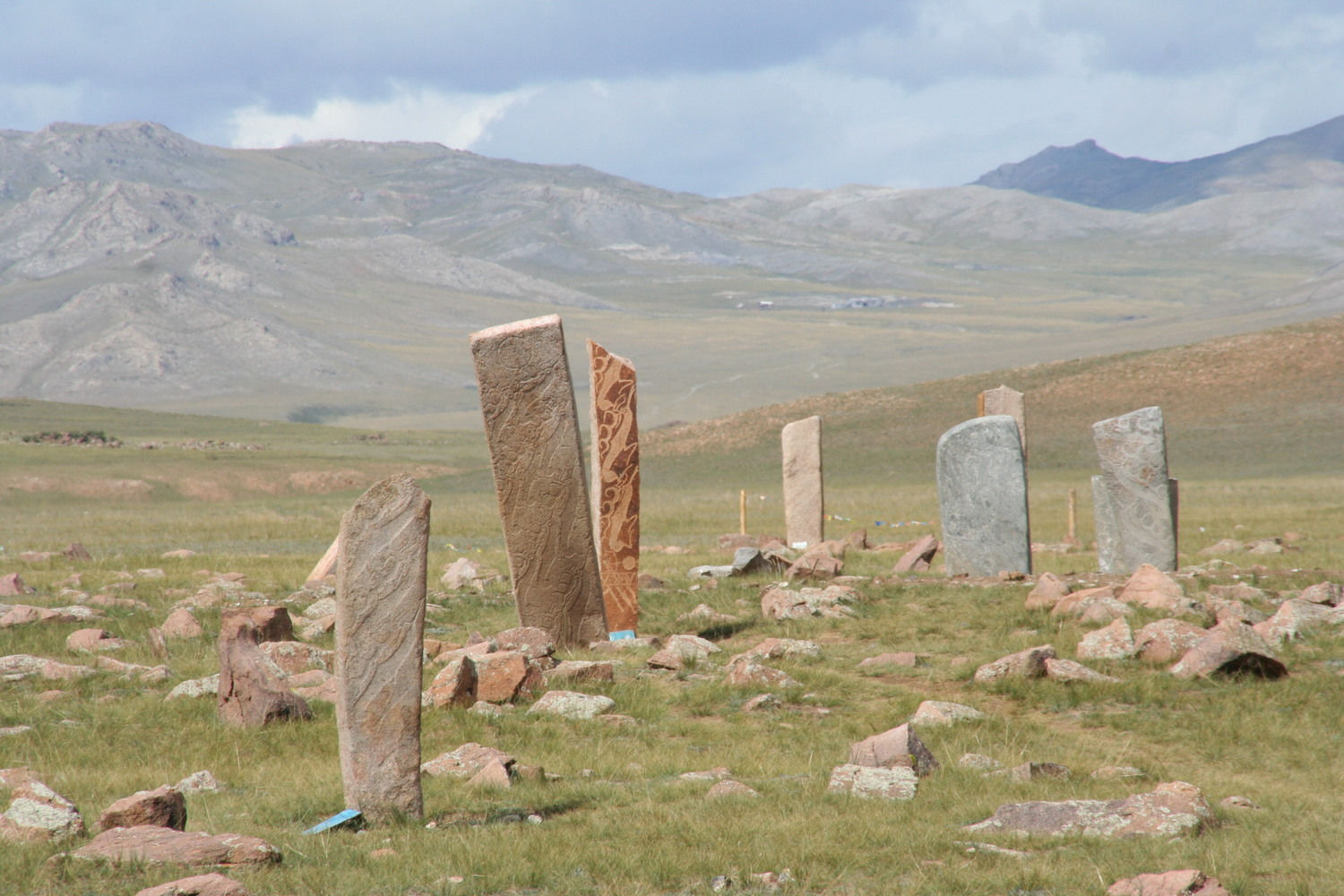
蒙古国木伦市附近的鹿石

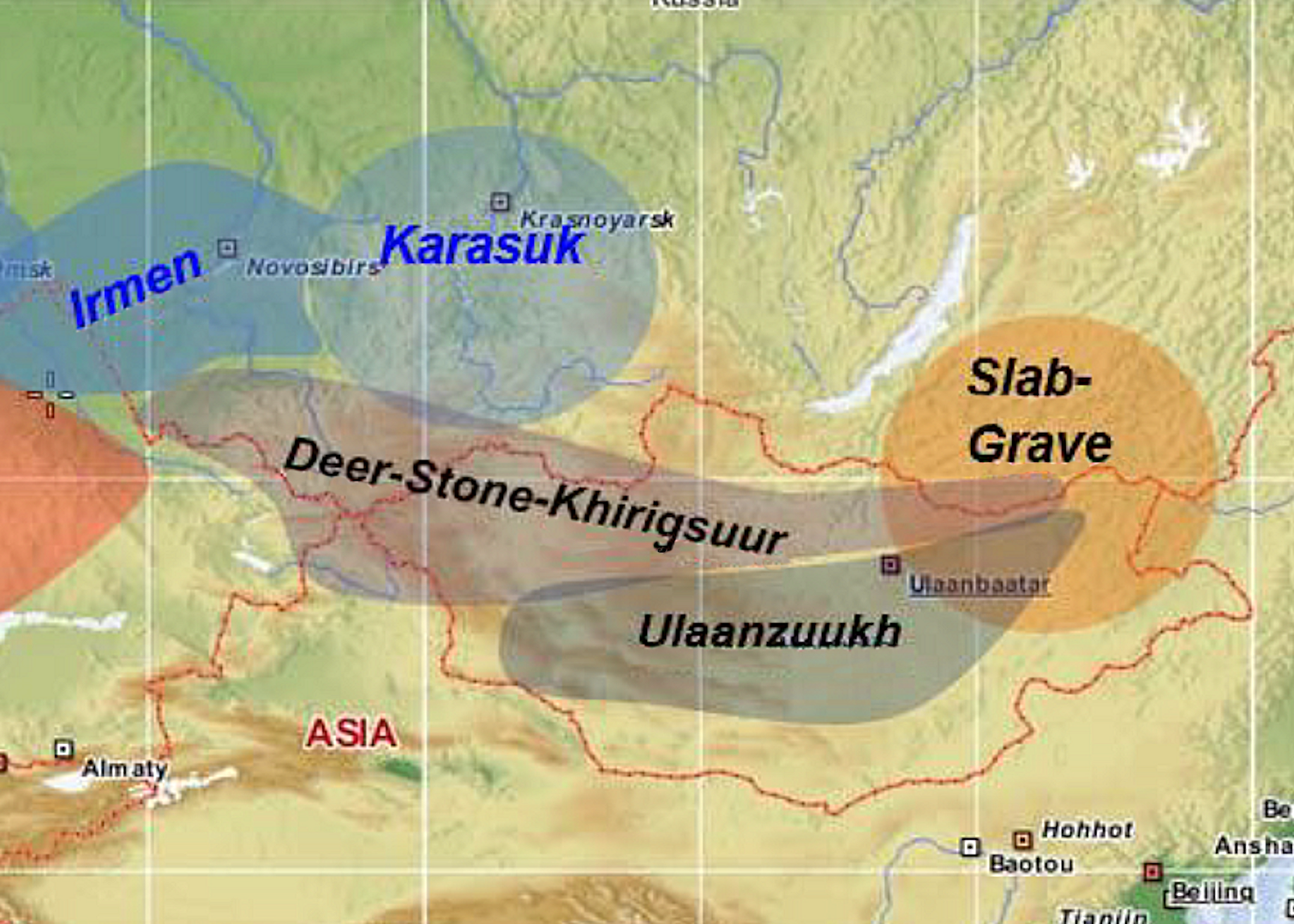
鹿石-赫列克苏尔文化复合体分布图

鹿石文化（英語：Deer stones culture），出現在蒙古以及南西伯利亞的古代人類文明，屬於青銅時代至鐵器時代早期，約生活於公元前1400年至前700年間。主要特徵是雕刻有飛翔馴鹿或動物花紋的石板，這種石板被稱為鹿石。因為鹿石經常與赫列克苏尔（Khirigsuur）同時出現，也被稱為鹿石-赫列克蘇爾建築群（Deer stone-khirigsuur complex，縮寫為）。

## 概論
受到同時期的卡拉蘇克文化影響。在公元前700年左右，在蒙古高原上，鹿石文化被後繼的石板墓文化取代。